# 梁氏小臼齒
梁氏小臼齒（Leong's premolar，縮寫作）是一種牙源性發育異常狀況，見於牙齒的外表面，指有一隻小小的角從牙齒的咀嚼面上生長出來，而通常底下都有牙髓組織連繫著。這種牙齒病變在整體人口比較罕見，約佔4%總人口，視乎人種而定，從0.06%到7.7%不等；而且男性患者亦比女性患者多。當中在亚洲人更為常見，包括華人、马来人、暹羅泰族、日本人、菲律宾人及印度人。
前臼齒或小臼齒是這種異常經常會出現的位置，但也可能出現於其他牙齒（例如：門齒）。這種病變有可能只見於單邊或兩邊，但通常都同時見於左右兩邊，特別是下颌骨上的牙齒。 
已知患有埃利偉氏症候群、incontinentia pigmenti achromians、Mohr syndrome、魯賓斯坦-泰必氏綜合症及斯特奇-韦伯综合征的人會有較高機會同時亦有這種病變。